# 屈埃拉
屈埃拉（法語：Cuélas）是法国热尔省的一个市镇，属于米朗德区（Mirande）马瑟布县（Masseube）。该市镇总面积6.55平方公里，2009年时的人口为106人。

## 人口
屈埃拉人口变化图示